# The Zoo
The Zoo è una canzone del gruppo musicale hard rock/heavy metal tedesca Scorpions, inserita nell'album Animal Magnetism e pubblicata nel 1980.
Scritta dal chitarrista Rudolf Schenker e dal cantante Klaus Meine, è una lunga cavalcata impreziosita dall'assolo di Jabs che si avvale del Talk box. Il brano è considerato un classico della produzione degli Scorpions: viene riproposto in quasi tutti i concerti e compare il tutte le raccolte degli anni '80 della band (tra cui Best of Rockers 'n' Ballads, 20th Century Masters: The Millennium Collection: The Best of Scorpions e Box of Scorpions).

## Tracce
1. The Zoo – 5:28 (Schenker, Meine)
2. Holiday – 6:22 (Schenker, Meine)
3. Animal Magnetism – 5:57 (Schenker, Meine, Rarebell)

## Formazione
- Klaus Meine - voce
- Rudolf Schenker - chitarra
- Matthias Jabs - chitarra
- Francis Buchholz - basso
- Herman Rarebell - batteria